# Muhammed Yıldırmış
Muhammed Abdullah Yıldırmış (7 de novembro de 2003) é um arqueiro profissional turco.

## Carreira
Em 2021, Yildirmis se juntou à equipe A com a medalha de ouro na prova por equipes nos Jogos de Solidariedade Islâmica de 2021 em Konya. Ele conquistou a medalha de bronze com seus companheiros nos Jogos do Mediterrâneo de 2022 em Oran, na Argélia.
Ele é medalhista de prata no Campeonato Mundial de 2023 na prova por equipes recurvas masculinas em Berlim.
Ele foi selecionado para representar a Turquia nos Jogos Olímpicos de Verão de 2024. Na prova por equipes masculinas, conquistou a medalha de bronze, ao lado de Ulaş Tümer e Mete Gazoz.